# Азербайджан на «Евровидении-2016»
В конкурсе песни «Евровидение» в Стокгольме (Швеция) Азербайджан принял участие в 9-й раз. Страну представляла Семра Рагимли с песней «Miracle» (с англ. — «Чудо»), написанной командой шведских авторов, в состав которой вошли Амир Алю, Якке Эрикссон и Хенрик Викстрём.
В марте 2016 года был презентован клип на конкурсную песню азербайджанской участницы.
10 мая Семра Рагимли по результатам голосования телезрителей и профессионального жюри прошла первой в финал конкурса.
В финале же Семра, набрав 117 очков, заняла 17-е место.